# Jiří Černošek
Jiří Černošek (* 8. února 1981 Nový Jičín) je bývalý profesionální basketbalista.

## Mimo palubovku
Jiří Černošek vystudoval Střední průmyslovou školu strojnickou v Olomouci, kterou dokončil roku 1999.
Jeho manželkou je moderátorka České televize Barbora Černošková a mají spolu tři děti – Elenu, Adrianu a Vincenta.

## Kariéra
- 1999 – 2003 : BVV Brno
- 2003 – 2005 : A Plus Brno BC
- 2005 – 2007 : BK Prostějov
- 2007 – 2009 : Kondoři Liberec
- 2009 – 2010 Basketball Brno
- 2010 - 2012 BK JIP Pardubice

## Statistiky
Údaje jsou aktuální k 20. lednu 2007.
| Sezóna  | Soutěž      | Odehrané minuty | Průměr na zápas | Body | Průměr na zápas |
| ------- | ----------- | --------------- | --------------- | ---- | --------------- |
| 1999/00 | Mattoni NBL | 123.4           | 8.2             | 32   | 2.1             |
| 2000/01 | Mattoni NBL | 803.3           | 20.6            | 285  | 7.3             |
| 2001/02 | Mattoni NBL | 847.9           | 26.5            | 353  | 11.0            |
| 2002/03 | Mattoni NBL | 845.3           | 24.2            | 358  | 10.2            |
| 2003/04 | Mattoni NBL | 1072.2          | 27.5            | 422  | 10.8            |
| 2003/04 | Český pohár | 23.8            | 23.8            | 15   | 15.0            |
| 2004/05 | Mattoni NBL | 414.0           | 19.7            | 165  | 7.9             |
| 2005/06 | Mattoni NBL | 277.9           | 21.4            | 91   | 7.0             |
| 2006/07 | Mattoni NBL | 211.8           | 16.3            | 80   | 6.2             |